# Juan Rodríguez Aretio
Juan Rodríguez Aretio (Ferrol, 10 de juliol de 1922 - Santiago de Compostel·la, 24 de setembre de 1973) fou un futbolista gallec de les dècades de 1940 i 1950, posteriorment entrenador.

## Trajectòria
Va jugar al Celta de Vigo entre 1943 i 1949. Aquest any fitxà pel FC Barcelona amb un traspàs de 500.000 persones. La següent temporada jugà al Reial Múrcia CF i el 1951 a l'Sporting de Gijón, retornant dos anys més tard al Celta.
Com a entrenador mantingué una llarga trajectòria, dirigint equips com el Racing de Ferrol, Celta de Vigo, Recreativo de Huelva, Melilla CF o Reial Oviedo.